# De meester van het atoom
De meester van het atoom is het 17e stripalbum uit de reeks Lefranc. Het album verscheen voor het eerst op 15 december 2006 bij uitgeverij Casterman. Dit is het eerste album in de reeks dat door André Taymans en Erwin Drèze werd getekend en het eerste album op scenario van Michel Jacquemart. De platen 2, 4, 5 en 6 zijn van de hand van Jacques Martin. Thierry Cayman hielp bij de decors. De inkleuring is van Bruno Wesel.
Het scenario sloot aan op twee pagina's en enige schetsen die Jacques Martin na de publicatie van het eerste Lefranc-verhaal Het sein staat op rood in 1952 maakte, maar waar hij door zijn werk voor Hergé nooit meer aan toe was gekomen.
Het verhaal valt chronologisch tussen het eerste album van de reeks, Het sein staat op rood en het tweede album van de reeks, De vlammenzee. Taymans tekende het album in die oude stijl en volgens de Stripgids maakte hij er een fijne retrostrip van.

## Het verhaal
Lefranc is naar Genève gestuurd ten tijde van de Koude Oorlog om een conferentie te verslaan waar de vier grote mogendheden werken aan een toenadering tussen oost en west. Lefranc wordt benaderd door de advocaat van de overleden atoomgeleerde Rovic die hem verteld dat Rovic hem een aangetekende brief moet hebben verstuurd. Rovic zou zelfmoord hebben gepleegd, doch de advocaat twijfelt daaraan en hoopt in de brief aanwijzingen voor het tegendeel te vinden. De brief is een foto van het type raket dat Axel Borg drie jaar ervoor op Parijs wilde afvuren. Geheim agenten van verschillende landen azen echter op de foto en weten deze Lefranc afhandig te maken. Lefranc bezoekt vervolgens het laboratorium van  Rovic, waar blijkt te zijn ingebroken en waar een logboek blijkt te zijn ontvreemd. Samen met de geleerde Jolivet werkte Rovic aan de zogenaamde pulsotron. Niemand weet waar Jolivet is, maar een dag later wil zijn dochter Lefranc spreken. Als zij hem de aktetas van haar vader wil geven, worden zij overvallen door mannen van de CIA die daarbij omkomen. Nader onderzoek van de foto doet vermoeden dat deze in Marokko is genomen, dus vertrekt Lefranc naar Tanger, waar hij inspecteur Renard ontmoet die onderzoek doet naar de praktijken van Ponti di Marco, een casino-eigenaar. Lefranc ontmoet in het casino de danseres Kahina die hem wil helpen omdat zij van Di Marco af wil komen. Zij vertelt hem dat de man die hij zoekt gevangen wordt gehouden nabij Bou-Arfa. De rit erheen is echter niet zonder moeilijkheden, maar uiteindelijk wordt Lefranc wakker in de woning van Ponti di Marco die hij herkent als Axel Borg. De missende geleerden en Kahina zijn er ook aanwezig, evenals Borgs oude team uit de Vogezen. Borg vertelt hem dat er in de buurt van hun basis het Franse leger werkt aan een atoombom. Borg wil die op afstand laten ontploffen en vraagt de medewerking van Lefranc om onpartijdig verslag hiervan te doen. Dit zou het einde betekenen van de nucleaire dreigingen. Lefranc voelt echter niets hiervoor aangezien er slachtoffers zullen vallen en waarschuwt inspecteur Renard. Het Franse leger valt vervolgens de basis van Borg aan, die echter de bom op afstand laat ontploffen; hij noemt zich de meester van het atoom. Borg beveelt vervolgens fase 2 van zijn plan: raketten afvuren op burgerdoelen in Europa en Afrika. Dan blijkt Rovic, die Borg wantrouwde, de raketsilo's onbruikbaar te hebben gemaakt. Borg blaast vervolgens zijn basis op en vlucht.